# Österrike i olympiska sommarspelen 1956
Österrike deltog med 29 deltagare vid de olympiska sommarspelen 1956 i Melbourne. Totalt vann de två bronsmedaljer.

## Medaljer

### Brons
- Max Raub och Herbert Wiedermann - Kanotsport, K-2 1000 meter.
- Josef Kloimstein och Alfred Sageder - Rodd, tvåa utan styrman.